# Гавар
Гавар е град в Армения, столица на област Гегаркуник. Градът е разположен на река Геварагет, на 8 km от езерото Севан и се намира на 90 km североизточно от столицата Ереван.

## История
Градът е основан през 1830 година като Нов Баязит(Novo-Bayazet исторически град Daroynk и Arshakavan). В градът се намират останки от Бронзовата епоха. След основаването на Антична Армения градът влиза в Кантон Гегаркуник. През 1828 година, след Руско-Персийската война, градът става част от Руската импеиря. Градът става част от СССР през 1920 година.

## Демография
| Година    | 1831 | 1897 | 1926 | 1939 | 1959 | 1974   | 1989   | 2001   | 2011   | 2016   |
| Население | 1346 | 8486 | 8447 | 8277 | 8751 | 21 382 | 31 234 | 26 621 | 20 765 | 19 500 |

## Религия
- Манастир Хатсарат с църквите на Света Богородица (7 век) и Свети Григорий Илюминатор (19 век).
- Айраванкски манастир

## Образование
- Гаварски държавен университет